# Pseudepione shiraii
Pseudepione shiraii är en fjärilsart som beskrevs av Inoue 1943. Pseudepione shiraii ingår i släktet Pseudepione och familjen mätare. Inga underarter finns listade i Catalogue of Life.